# Xavier Ragot
Xavier Ragot né le 29 avril 1973 à Bayonne est économiste et l'actuel président de l'Observatoire français des conjonctures économiques (OFCE),  , membre du Conseil d'Analyse Économique, et professeur d'économie affilié au Département d'Économie de Sciences Po. 
Xavier Ragot est nommé président de l'OFCE en 2014, dans un contexte de crise pour cette institution,. À 41 ans, Xavier Ragot devient le plus jeune président de l'OFCE. Il ambitionne de "réconcilier et de faire dialoguer l'élite économique avec le monde académique". En 2022, Xavier Ragot exige des moyens budgétaires supplémentaires à l'État. 
Généralement considéré à gauche et de filiation néokeynesienne, Xavier Ragot se distingue par son ambition de "dépolitiser l'analyse économique" par l'usage de modèles économétriques poussés dits " à agents hétérogènes". 
Il est spécialiste des questions macroéconomiques européennes, et propose notamment une refonte des règles budgétaires européennes et la mise en place de la monnaie hélicoptère par la BCE. 
Il a été conseiller de Arnaud Montebourg pendant son mandat de ministre du redressement productif jusqu'en août 2013,. Il s'oppose à la sortie de la France de l'euro.
De par ses diverses fonctions, Xavier Ragot conseille régulièrement l'Élysée, le ministre des finances Bruno Le Maire ou le Parlement européen,.